# Dom van Oslo
De Dom van Oslo (Noors: Oslo domkirke) is de hoofdkerk van het Evangelisch-Lutherse bisdom Oslo van de Kerk van Noorwegen. Deze kerk, de derde hoofdkerk die in Oslo werd gebouwd, werd opgetrokken van 1694 tot 1697. 
De kerk werd van 1848 tot 1850 gerestaureerd naar plannen van de Duitse architect Alexis de Chateauneuf. Van 1933 tot 1951 werd een restauratie geleid door de Noor Arnstein Arneberg. De belangrijkste taken werden in 1950 afgewerkt vlak voor de feesten naar aanleiding van de negenhonderdste verjaardag van de stad. Van 2006 tot 2010 werd de kerk opnieuw gerenoveerd. Deze renovatie werd geleid door architecte Marianne Gulliksen.
De kerk heeft sinds 1916 glaswerk ramen in het koor van Emanuel Vigeland. Een sculptuur van de Italiaanse beeldhouwer Arrigo Minerbi siert sinds 1830 het interieur. De 20e-eeuwse plafondschildering is van Hugo Lous Mohr, het orgel uit 1711 van Carl Gustav Luckvitz werd in 1997 vervangen door een nieuw hoofdorgel gebouwd door Jan Ryde.
De kerk ligt aan het Stortorvetplein, vlak aan de Karl Johans gate.
Het huwelijk van Haakon Magnus van Noorwegen met Mette-Marit Tjessem Høiby in 2001 werd in deze kerk voltrokken. In juni 2011 voerden activisten van Fuck for Forest actie in de Dom.